# Ana Galarza
Ana Mercedes Galarza Añazco (Ambato, 23 de septiembre de 1989) es una política, modelo y psicóloga ecuatoriana que ejerció funciones de asambleísta nacional.

## Biografía
Nació el 23 de septiembre de 1989 en Ambato, provincia de Tungurahua. En el 2007 alcanzó el título de belleza de "Reina de Ambato". Estudiaba psicología en Pontificia Universidad Católica del Ecuador cuando concursó en Miss Ecuador 2010 representando a Tungurahua, donde quedó como finalista, lo que le permitió participar en el Miss Mundo 2010 representando al Ecuador. Ella se ubicó entre las 20 mejores en la competencia de pista rápida Miss Mundo Talento.
Para las elecciones legislativas de 2017 participó como candidata a la Asamblea Nacional por el Movimiento CREO, ganando una curul en representación de su provincia. En ese puesto participó en el proceso de fiscalización contra el entonces vicepresidente Jorge Glas, entregando documentación que supuestamente lo vinculaba con hechos de corrupción.
El 10 de enero de 2018 fue suspendida durante 10 días por acusar al Consejo de Administración Legislativa de arrogación de funciones al no haber calificado el primer proceso político en contra de Jorge Glas.
Iniciando el 2019 es acusada de enriquecimiento ilícito, uso doloso de documentos falsos y de gestionar cargos por su exasesor Lenin Rodríguez y el legislador Ronny Aleaga, afín al expresidente Rafael Correa.
El legislativo, en respuesta a la acusación, organizó una Comisión Multipartidista presidida por Raúl Tello, que fue la encargada de realizar la investigación para la Asamblea. El 21 de enero, Sevilla habría aceptado el uso de la tarjeta y desconoció que existiera enriquecimiento ilícito. La comisión envió su informe el 24 de enero, pidiendo una sanción administrativa, pero días después una minoría de la comisión envió otro informe en que la asambleísta Amapola Naranjo pidió que se destituyera a Galarza. El 7 de febrero el pleno de la Asamblea Nacional, con 91 votos aceptó la destitución de Galarza.
Después de su destitución en la Asamblea Nacional, Ana Galarza ingresó a laborar en el Ministerio de Producción.
El 4 de abril del 2021, la Fiscal General Diana Salazar Méndez pidió a la Corte Nacional de Justicia el archivo de las acusaciones en contra de Galarza, hecho que lo concretó la jueza Daniella Camacho el 7 de diciembre del 2021.
En el mes de julio del 2022 se incorporó de Abogada en la Pontificia Universidad Católica del Ecuador y participó como candidata a la Prefectura de Tungurahua por el Movimiento RETO.
Para las elecciones legislativas de 2023 participó como candidata a la Asamblea Nacional por el Movimiento Construye, ganando una curul en representación de su provincia. Para las elecciones legislativas de 2025, Ana Galarza figuraba como candidata a la Asamblea Nacional por Circunscripción Nacional. El Consejo Nacional Electoral descalificó las listas para asambleístas nacionales de Construye el 8 de octubre de 2024, impidiendo la participación electoral de Ana Galarza.